# Simulium canadense
Simulium canadense es una especie de insecto del género Simulium, familia Simuliidae, orden Diptera.
Fue descrita científicamente por Hearle, 1932.